# Gagea intercedens
Gagea intercedens är en liljeväxtart som beskrevs av Adolf Adolph A. Pascher. Gagea intercedens ingår i Vårlökssläktet och i familjen liljeväxter. Inga underarter finns listade.